# Fussballclub Thun 1898 2022-2023
Questa voce raccoglie le informazioni riguardanti il Fussballclub Thun 1898 nelle competizioni ufficiali della stagione 2022-2023.

## Stagione
Nella stagione 2022-2023 il Thun, allenato da Mauro Lustrinelli, concluse il campionato di Challenge League al 6º posto. In Coppa Svizzera il Thun fu eliminato ai quarti di finale dallo Young Boys.

## Rosa
| N. |                     | Ruolo | Calciatore          |
| -- | ------------------- | ----- | ------------------- |
| 1  | Svizzera (bandiera) | P     | Andreas Hirzel      |
| 4  | Germania (bandiera) | C     | Fabian Rüdlin       |
| 6  | Svizzera (bandiera) | C     | Leonardo Bertone    |
| 7  | Svizzera (bandiera) | C     | Miguel Castroman    |
| 8  | Svizzera (bandiera) | C     | Gabriel Barès       |
| 9  | Germania (bandiera) | A     | Gabriel Kyeremateng |
| 10 | Svizzera (bandiera) | A     | Dimitri Oberlin     |
| 11 | Svizzera (bandiera) | A     | Omer Dzonlagic      |
| 13 | Svizzera (bandiera) | D     | Nicholas Lüchinger  |
| 14 | Svizzera (bandiera) | D     | Erik Wyssen         |
| 16 | Svizzera (bandiera) | C     | Justin Roth         |
| 17 | Svizzera (bandiera) | C     | Alex Jankewitz      |
| 19 | Svizzera (bandiera) | D     | Jan Bamert          |
| 21 | Svizzera (bandiera) | A     | Uroš Vašić          |
| 22 | Svizzera (bandiera) | P     | Nino Ziswiler       |

| N. |                     | Ruolo | Calciatore        |
| -- | ------------------- | ----- | ----------------- |
| 23 | Svizzera (bandiera) | D     | Marco Bürki       |
| 24 | Svizzera (bandiera) | C     | Roland Ndongo     |
| 26 | Svizzera (bandiera) | D     | Simon Loosli      |
| 27 | Svizzera (bandiera) | C     | Daniel dos Santos |
| 29 | Svizzera (bandiera) | D     | Nias Hefti        |
| 33 | Svizzera (bandiera) | C     | Leandro Marques   |
| 34 | Svizzera (bandiera) | D     | Nicola Sutter     |
| 36 | Svizzera (bandiera) | C     | Enis Asani        |
| 37 | Svizzera (bandiera) | D     | Lucien Dähler     |
| 38 | Svizzera (bandiera) | P     | Mateo Matic       |
| 70 | Germania (bandiera) | C     | Josué Schmidt     |
| 77 | Svizzera (bandiera) | A     | Zemerart Lekaj    |
| 78 | Svizzera (bandiera) | C     | Valmir Matoshi    |
| 94 | Iraq (bandiera)     | C     | Hiran Ahmed       |
| 99 | Svizzera (bandiera) | P     | Nico Stucki       |

## Organigramma societario
Area tecnica
- Allenatore: Mauro Lustrinelli
- Allenatore in seconda: Nelson Ferreira, Yves Zahnd
- Preparatore dei portieri: Patrick Bettoni
- Preparatori atletici: Eric Zürcher

## Calciomercato

### Sessione estiva
| Acquisti | Acquisti           | Acquisti             | Acquisti |
| R.       | Nome               | da                   | Modalità |
| -------- | ------------------ | -------------------- | -------- |
| A        | Dimitri Oberlin    | Servette             |          |
| C        | Alex Jankewitz     | Young Boys           |          |
| P        | Mateo Matic        | Grasshoppers         |          |
| D        | Jan Bamert         | Sion                 |          |
| C        | Gabriel Barès      | Montpellier          |          |
| D        | Nicholas Lüchinger | San Gallo            |          |
| A        | Yannick Toure      | Young Boys           |          |
| C        | Leonardo Bertone   | SK Beveren           |          |
| D        | Nias Hefti         | Stade Lausanne-Ouchy |          |
| A        | Uroš Vašić         | Naters               |          |

| Cessioni | Cessioni         | Cessioni        | Cessioni |
| R.       | Nome             | a               | Modalità |
| -------- | ---------------- | --------------- | -------- |
| D        | Nikki Havenaar   | Xamax Neuchâtel |          |
| C        | Grégory Karlen   | San Gallo       |          |
| D        | Pius Dorn        | Lucerna         |          |
| C        | Kenan Fatkič     | Xamax Neuchâtel |          |
| C        | Nicolas Hasler   | Vaduz           |          |
| C        | Dominik Schwizer | Losanna         |          |

### Sessione invernale
| Acquisti | Acquisti            | Acquisti | Acquisti |
| R.       | Nome                | da       | Modalità |
| -------- | ------------------- | -------- | -------- |
| C        | Magnus Breitenmoser | AC Oulu  |          |

| Cessioni | Cessioni      | Cessioni      | Cessioni |
| R.       | Nome          | a             | Modalità |
| -------- | ------------- | ------------- | -------- |
| A        | Yannick Toure | Young Boys II |          |

## Risultati

### Challenge League

#### Prima fase, girone di andata
| Arbitro: | von Mandach |

|               |           |  |
| Bobadilla 45’ | Marcatori |  |

| Arbitro: | Drmic |

|           |           |                       |
| Ahmed 29’ | Marcatori | 90’ (rig.) Cortelezzi |

| Arbitro: | Turkes |

|                                   |           |           |
| Koné 9’, 34’ (rig.) Rodrigues 90’ | Marcatori | 47’ Toure |

| Arbitro: | Gianforte |

|                                   |           |                         |
| Ndongo 71’ Kyeremateng 90’ (rig.) | Marcatori | 84’ Fazliu 89’ Hunziker |

| Arbitro: | Turkes |

|                     |           |                                               |
| Hadzi 59’ Çiçek 79’ | Marcatori | 18’, 68’ Kyeremateng 82’ Sutter 90’ Castroman |

| Arbitro: | Odiet |

|               |           |           |
| Lukembila 37’ | Marcatori | 66’ Ahmed |

| Arbitro: | Horisberger |

|                          |           |  |
| Ndongo 34’ Castroman 54’ | Marcatori |  |

| Arbitro: | Piccolo |

|                 |           |                            |
| Ajdini 15’, 60’ | Marcatori | 1’, 17’ (rig.) Kyeremateng |

| Arbitro: | von Mandach |

|                          |           |              |
| Ndongo 31’ Lüchinger 56’ | Marcatori | 38’ Bakayoko |

#### Prima fase, girone di ritorno
| Arbitro: | Gianforte |

|                             |           |                           |
| Tasar 66’ Fazliu 79’ (rig.) | Marcatori | 36’ Oberlin 50’ Castroman |

| Arbitro: | von Mandach |

|  |           |                      |
|  | Marcatori | 71’, 83’ (rig.) Okou |

| Arbitro: | Gianforte |

|             |           |                           |
| Bertone 73’ | Marcatori | 11’, 32’ Koné 47’ Hautier |

| Arbitro: | Kanagasingam |

|                        |           |                 |
| Sanches 19’ Labeau 32’ | Marcatori | 76’ Kyeremateng |

| Arbitro: | Horisberger |

|                       |           |                      |
| Pinga 57’ Nuzzolo 70’ | Marcatori | 8’ Ndongo 59’ Rüdlin |

| Arbitro: | Turkes |

|            |           |                                           |
| Santos 84’ | Marcatori | 38’ Montolio 88’ (rig.) Bahloul 90’ Maier |

| Arbitro: | Thies |

|                        |           |              |
| Bertone 54’ Ndongo 62’ | Marcatori | 83’ González |

| Arbitro: | Odiet |

|             |           |                       |
| Pollero 48’ | Marcatori | 56’, 61’, 65’ Matoshi |

| Arbitro: | Bieri |

|                    |           |              |
| Oberlin 85’ (rig.) | Marcatori | 61’ Rastoder |

#### Seconda fase, girone di andata
| Arbitro: | Gianforte |

|           |           |  |
| Conus 36’ | Marcatori |  |

| Arbitro: | Grundbacher |

|             |           |  |
| Bertone 58’ | Marcatori |  |

| Arbitro: | Staubli |

|  |           |                                |
|  | Marcatori | 8’ Santos 67’, 89’ Kyeremateng |

| Arbitro: | von Mandach |

|                 |           |                   |
| Kyeremateng 65’ | Marcatori | 23’ (rig.) Ajdini |

| Arbitro: | Sanli |

|                                               |           |              |
| Kyeremateng 17’ Malula 76’ (aut.) Oberlin 77’ | Marcatori | 67’ Berdayes |

| Arbitro: | Gianforte |

|  |           |                                                          |
|  | Marcatori | 5’ Hefti 6’ Kyeremateng 15’ Santos 71’ Dähler 85’ Rüdlin |

| Arbitro: | Kanagasingam |

|                        |           |            |
| Kyeremateng 19’ (rig.) | Marcatori | 6’ Bahloul |

| Arbitro: | Staubli |

|                |           |                                         |
| Nanizayamo 51’ | Marcatori | 4’ Kyeremateng 54’ Santos 61’ Jankewitz |

| Arbitro: | Drmic |

|                        |           |  |
| Matoshi 28’ Ndongo 82’ | Marcatori |  |

#### Seconda fase, girone di ritorno
| Arbitro: | Schärli |

|          |           |                            |
| Muci 33’ | Marcatori | 6’ Kyeremateng 58’ Bertone |

| Arbitro: | Gianforte |

|                           |           |                               |
| Dzonlagic 90’, 90’ (rig.) | Marcatori | 14’, 26’ Fazliu 19’ Cvetković |

| Arbitro: | Schärli |

|                    |           |                                   |
| Mulaj 24’ Okou 63’ | Marcatori | 38’ Ndongo 78’ (rig.) Kyeremateng |

| Arbitro: | Kanagasingam |

|               |           |             |
| Spielmann 74’ | Marcatori | 86’ Oberlin |

| Arbitro: | Horisberger |

|                                             |           |                                       |
| Väyrynen 26’ (aut.) Matoshi 30’ Bertone 37’ | Marcatori | 15’ Çiçek 17’ Đokić 76’ (aut.) Wyssen |

| Arbitro: | Schärli |

|                |           |  |
| Kabacalman 90’ | Marcatori |  |

| Arbitro: | Gianforte |

|                                   |           |                            |
| Bertone 19’ Santos 63’ Bamert 90’ | Marcatori | 15’ Baldé 22’, 89’ Sanches |

| Arbitro: | Turkes |

|                                |           |  |
| Samba 15’ Souza 31’ Chácon 72’ | Marcatori |  |

| Arbitro: | Thies |

|                            |           |                               |
| Santos 16’ Kyeremateng 68’ | Marcatori | 48’ Luan 55’ Bunjaku 75’ Vogt |

### Coppa Svizzera
| Arbitro: | Dudic |

|  |           |                                                 |
|  | Marcatori | 36’ Castroman 66’ Havenaar 73’ Sutter 82’ Ahmed |

| Arbitro: | Thies |

|              |           |                      |
| Del Toro 30’ | Marcatori | 33’ Ndongo 90’ Toure |

| Arbitro: | Horisberger |

|                                             |                      |                            |
| Castroman 54’ Oberlin 77’                   | Marcatori            | 7’ (rig.) Meyer 79’ Chader |
| Kyeremateng Bürki Bertone Dzonlagic Oberlin | Tiri di rigore 4 – 2 | Meyer Sorgić Emini Frýdek  |

| Arbitro: | Schnyder |

|  |           |                                                          |
|  | Marcatori | 6’ Rieder 64’ Itten 66’ Ugrinić 76’ Fassnacht 83’ Lauper |

## Statistiche

### Statistiche di squadra
| Competizione     | Punti | In casa | In casa | In casa | In casa | In casa | In casa | In trasferta | In trasferta | In trasferta | In trasferta | In trasferta | In trasferta | Totale | Totale | Totale | Totale | Totale | Totale | DR |
| Competizione     | Punti | G       | V       | N       | P       | Gf      | Gs      | G            | V            | N            | P            | Gf           | Gs           | G      | V      | N      | P      | Gf     | Gs     | DR |
| ---------------- | ----- | ------- | ------- | ------- | ------- | ------- | ------- | ------------ | ------------ | ------------ | ------------ | ------------ | ------------ | ------ | ------ | ------ | ------ | ------ | ------ | -- |
| Challenge League | 49    | 18      | 6       | 7       | 5       | 30      | 29      | 18           | 6            | 6            | 6            | 32           | 26           | 36     | 12     | 13     | 11     | 62     | 55     | +7 |
| Coppa Svizzera   | -     | 2       | 0       | 1       | 1       | 2       | 7       | 2            | 2            | 0            | 0            | 6            | 1            | 4      | 2      | 1      | 1      | 8      | 8      | 0  |
| Totale           | 49    | 20      | 6       | 8       | 6       | 32      | 36      | 20           | 8            | 6            | 6            | 38           | 27           | 40     | 14     | 14     | 12     | 70     | 63     | +7 |

### Andamento in campionato
| Giornata  | 1 | 2 | 3 | 4 | 5 | 6 | 7 | 8 | 9 | 10 | 11 | 12 | 13 | 14 | 15 | 16 | 17 | 18 | 19 | 20 | 21 | 22 | 23 | 24 | 25 | 26 | 27 | 28 | 29 | 30 | 31 | 32 | 33 | 34 | 35 | 36 |
| --------- | - | - | - | - | - | - | - | - | - | -- | -- | -- | -- | -- | -- | -- | -- | -- | -- | -- | -- | -- | -- | -- | -- | -- | -- | -- | -- | -- | -- | -- | -- | -- | -- | -- |
| Luogo     | T | C | T | C | T | T | C | T | C | T  | C  | C  | T  | T  | C  | C  | T  | C  | T  | C  | T  | C  | C  | T  | C  | T  | C  | T  | C  | T  | T  | C  | T  | C  | T  | C  |
| Risultato | P | N | P | N | V | N | V | N | V | N  | P  | P  | P  | N  | P  | V  | V  | N  | P  | V  | V  | N  | V  | V  | N  | V  | V  | V  | P  | N  | N  | N  | P  | N  | P  | P  |
| Posizione | 8 | 9 | 9 | 9 | 8 | 8 | 8 | 7 | 6 | 5  | 7  | 8  | 8  | 7  | 8  | 7  | 7  | 7  | 7  | 6  | 5  | 5  | 5  | 5  | 5  | 5  | 5  | 4  | 4  | 4  | 5  | 6  | 6  | 6  | 6  | 6  |

Legenda:

Luogo: C = Casa; T = Trasferta. Risultato: V = Vittoria; N = Pareggio; P = Sconfitta.

### Statistiche dei giocatori
| Giocatore      | Challenge League | Challenge League | Challenge League | Challenge League | Coppa Svizzera | Coppa Svizzera | Coppa Svizzera | Coppa Svizzera | Totale   | Totale | Totale      | Totale     |
| Giocatore      | Presenze         | Reti             | Ammonizioni      | Espulsioni       | Presenze       | Reti           | Ammonizioni    | Espulsioni     | Presenze | Reti   | Ammonizioni | Espulsioni |
| -------------- | ---------------- | ---------------- | ---------------- | ---------------- | -------------- | -------------- | -------------- | -------------- | -------- | ------ | ----------- | ---------- |
| H. Ahmed       | 10               | 2                | 1                | 0                | 1              | 1              | 0              | 0              | 11       | 3      | 1           | 0          |
| E. Asani       | 1                | 0                | 0                | 0                | 0              | 0              | 0              | 0              | 1        | 0      | 0           | 0          |
| J. Bamert      | 19               | 1                | 1                | 0                | 1              | 0              | 1              | 0              | 20       | 1      | 2           | 0          |
| G. Barès       | 26               | 0                | 9                | 0                | 3              | 0              | 0              | 0              | 29       | 0      | 9           | 0          |
| L. Bertone     | 33               | 6                | 10               | 0                | 4              | 0              | 1              | 0              | 37       | 6      | 11          | 0          |
| M. Bürki       | 30               | 0                | 12               | 0                | 3              | 0              | 2              | 0              | 33       | 0      | 14          | 0          |
| M. Castroman   | 24               | 3                | 4                | 0                | 4              | 2              | 0              | 0              | 28       | 5      | 4           | 0          |
| O. Dzonlagic   | 26               | 2                | 3                | 0                | 4              | 0              | 1              | 0              | 30       | 2      | 4           | 0          |
| L. Dähler      | 21               | 1                | 2                | 0                | 2              | 0              | 1              | 0              | 23       | 1      | 3           | 0          |
| N. Havenaar    | 5                | 0                | 1                | 0                | 1              | 1              | 1              | 0              | 6        | 1      | 2           | 0          |
| N. Hefti       | 31               | 1                | 8                | 0                | 3              | 0              | 0              | 0              | 34       | 1      | 8           | 0          |
| A. Hirzel      | 7                | 0                | 1                | 0                | 2              | 0              | 0              | 0              | 9        | 0      | 1           | 0          |
| A. Jankewitz   | 26               | 1                | 7                | 0                | 3              | 0              | 1              | 0              | 29       | 1      | 8           | 0          |
| G. Kyeremateng | 34               | 16               | 8                | 0                | 4              | 0              | 0              | 0              | 38       | 16     | 8           | 0          |
| Z. Lekaj       | 8                | 0                | 2                | 0                | 0              | 0              | 0              | 0              | 8        | 0      | 2           | 0          |
| S. Loosli      | 1                | 0                | 0                | 0                | 0              | 0              | 0              | 0              | 1        | 0      | 0           | 0          |
| N. Lüchinger   | 19               | 1                | 4                | 0                | 1              | 0              | 0              | 0              | 20       | 1      | 4           | 0          |
| L. Marques     | 0                | 0                | 0                | 0                | 0              | 0              | 0              | 0              | 0        | 0      | 0           | 0          |
| M. Matic       | 21               | 0                | 0                | 0                | 2              | 0              | 0              | 0              | 23       | 0      | 0           | 0          |
| V. Matoshi     | 22               | 5                | 3                | 0                | 3              | 0              | 1              | 0              | 25       | 5      | 4           | 0          |
| R. Ndongo      | 33               | 7                | 1                | 0                | 4              | 1              | 0              | 0              | 37       | 8      | 1           | 0          |
| D. Oberlin     | 22               | 4                | 3                | 1                | 3              | 1              | 0              | 0              | 25       | 5      | 3           | 1          |
| J. Roth        | 24               | 0                | 1                | 0                | 3              | 0              | 0              | 0              | 27       | 0      | 1           | 0          |
| F. Rüdlin      | 21               | 2                | 6                | 1                | 4              | 0              | 1              | 0              | 25       | 2      | 7           | 1          |
| D. Santos      | 20               | 6                | 3                | 0                | 2              | 0              | 0              | 0              | 22       | 6      | 3           | 0          |
| J. Schmidt     | 8                | 0                | 2                | 0                | 1              | 0              | 0              | 0              | 9        | 0      | 2           | 0          |
| N. Stucki      | 0                | 0                | 0                | 0                | 0              | 0              | 0              | 0              | 0        | 0      | 0           | 0          |
| N. Sutter      | 34               | 1                | 5                | 0                | 4              | 1              | 2              | 0              | 38       | 2      | 7           | 0          |
| Y. Toure       | 9                | 1                | 0                | 0                | 1              | 1              | 0              | 0              | 10       | 2      | 0           | 0          |
| U. Vašić       | 15               | 0                | 1                | 0                | 1              | 0              | 0              | 0              | 16       | 0      | 1           | 0          |
| E. Wyssen      | 11               | 0                | 1                | 0                | 1              | 0              | 0              | 0              | 12       | 0      | 1           | 0          |
| N. Ziswiler    | 8                | 0                | 1                | 0                | 0              | 0              | 0              | 0              | 8        | 0      | 1           | 0          |